# Robert d'Anjou i Mallorca
Robert d'Anjou i Mallorca   (dècada del 1320 - 1342 (Gregorià) (<1342)) fou un príncep de la casa d'Anjou i infant del Regne de Nàpols.

## Orígens familiars

Escut de Sança de Mallorca, reina de Nàpols (1309-1343), mare de Robert amb la salvetat que enlloc de 4 pals de gules, portava només 3 pals de gules com corresponia a la Casa de Mallorca.

Era fill del rei Robert de Nàpols i la seva segona esposa, Sança de Mallorca. A més, era net per línia paterna de Carles II d'Anjou i Maria d'Hongria. Per línia materna era net del rei Jaume II de Mallorca i d'Esclarmonda de Foix.

## Biografia
L'infant Robert fou un príncep angeví del Regne de Nàpols. La seva probable mort prematura i la falta de documentació han fet que en la majoria de casos la seva figura hagi estat ignorada pels historiadors. Alguns autors situen el seu naixement vers l'any 1330. Aquesta data, es basa en una carta del papa Joan XXII dirigida a la reina de França, on aquest es felicita per l'embaràs de la reina Sança, fet que qualifica de miraculós. En tot cas, Robert hauria d'haver nascut després de l'any 1317  i possiblement també després del període entre 1318 i 1324, ja que no consta que el seu oncle Sanç I de Mallorca (mort sense fill legítims) l'inclogués en la línia de successió, com si feu amb els seus altres nebots Jaume i Ferran .
S'ha assenyalat en algun cas que la mort prematura de Robert va impedir que la reina Sança consolides la seva posició a la cort de Nàpols com a mare de l'hereu.  Tanmateix, aquest afirmació sembla errònia, ja que contradiu la seva intensa tasca de govern, especialment a partir de l'any 1325 , arribant a actuar com a vicària del regne després de la mort de l'hereu, el seu fillastre Carles de Calàbria l'any 1328 .
L'infant Robert hauria mort abans de l'any 1342, deixant al seu pare el rei Robert sense descendència masculina, fet pel qual la successió recaigué l'any 1343 en les seves netes Joana i Maria.

## Iconografia
Se n'ha conservat almenys una representació contemporània de l'Infant Robert. Aquesta es trobava a la tomba del seu pare a l'església de Santa Clara de Nàpols. A l'escultura, estudiada per G. Gerola, s'hi troba l'Infant Robert identificat amb el següent text:
D(omi)N(u)S ROBE(r)T(us) REGIS ROBE(r)TV(s) REGI(n)E S[ancie] [filius]
No deixa de ser significativa la presencia de Robert en el conjunt, ja que només s'hi representen el membres més rellevants de la família. Contrasta, per exemple, amb l'absència de l'infant Lluís  o dels nets de Robert, amb l'excepció de Joana, que el va succeir en el tron.
Igualment, es troba una possible representació de l'infant Robert a la genealogia dels Anjou de la Bíblia de Niccolo d'Alife (ca. 1340). A la imatge on s'hi representa al rei Robert i la reina Sança, hi apareixen tres personatges a la dreta del rei amb la llegenda «Dux Calabriae» que es poden identificar amb els fills de Robert: el primogènit Carles, l'infant Robert i l'infant Lluís.

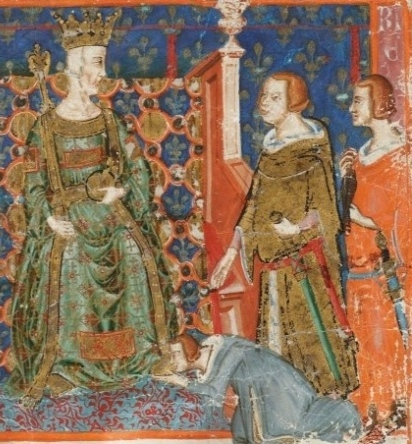
Representació del rei Robert d'Anjou (ca. 1340). L'infant Robert d'Anjou i Mallorca es pot identificar amb un dels tres personatges situats a la dreta del rei

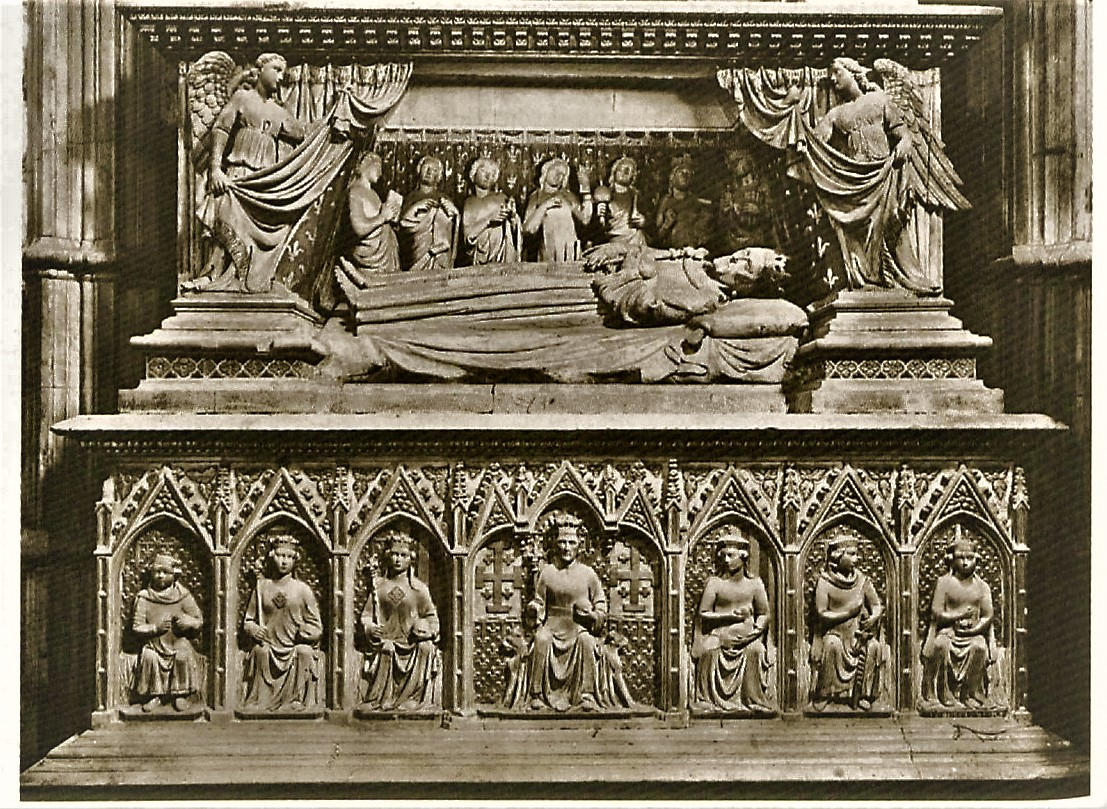
Sepulcre de Robert d'Anjou a la basílica de Santa Clara de Nàpols. Junt amb l'infant Robert (primer per l'esquerra) s'hi representen les dues esposes del rei, Violant d'Aragó i Sança de Mallorca, el primogènit Carles, duc de Calàbria i la seva esposa Maria de Valois, i la reina Joana I de Nàpols.